# 怡山文学賞
怡山文学賞（イサンぶんがくしょう）は大韓民国の文学賞。1989年から2007年まで施賞された。

## 概説
金珖燮（号: 怡山）の文学的業績とその精神を称えて創設される。金珖燮の娘であり、作家である金真玉が基金を造成し、「怡山文学賞運営委員会」として文学と知性社がその管理と運営を委託され、1989年から施行。
第1回から第4回までは詩と小説の2部門にわけて賞が贈られ、1993年の第5回からは詩と小説の別なく、作品1篇を選定していた、

## 歴代受賞作品
- 1989年 第1回 -  白無産 詩<만국의 노동자여>
- 1989年 第1回 -  柳舜夏（ko:유순하） 小説<생성>
- 1990年 第2回 -  申庚林・崔勝鎬 詩<길•세속도시의 즐거움>
- 1990年 第2回 -  李清俊 小説<자유의 문>
- 1991年 第3回 -  黄東奎 詩<몰운대행(行)>
- 1991年 第3回 -  朴婉緒 小説<미망(未忘)>
- 1992年 第4回 -  鄭玄宗 詩<한 꽃송이>
- 1992年 第4回 -  洪盛原 小説<먼동>
- 1993年 第5回 -  金芝河 詩<결정본 김지하 시전집>
- 1994年 第6回 -  崔仁勲 小説<화두>
- 1995年 第7回 -  呉圭原 詩<길, 골목, 호텔 그리고 강물소리>
- 1996年 第8回 -  金周栄 小説<화척(禾尺)>
- 1997年 第9回 -  馬鍾基 詩<이슬의 눈>
- 1998年 第10回 -  金源一 小説<불의 제전>
- 1999年 第11回 -  崔夏林 詩<굴참나무숲에서 아이들이 온다>
- 2000年 第12回 -  黄晳暎 小説<오래된 정원>
- 2001年 第13回 -  金明仁 詩<길의 침묵>
- 2002年 第14回 -  徐廷仁 小説<용병대장>
- 2003年 第15回 -  許萬夏 詩<물은 목마름 쪽으로 흐른다>
- 2004年 第16回 -  金英夏 小説<오빠가 돌아왔다>
- 2005年 第17回 -  羅喜德 詩<사라진 손바닥>
- 2006年 第18回 -  殷熙耕 小説<비밀과 거짓말>
- 2007年 第19回 -  金光圭 詩<시간의 부드러운 손>